# تشارلز ك. سومنر
تشارلز ك. سومنر (بالإنجليزية: Charles K. Sumner) هو مهندس معماري أمريكي، ولد في 1874، وتوفي في 25 مايو 1948.